# Torredembarra
Torredembarra é um município da Espanha, na comarca do Tarragonès, província de Tarragona, comunidade autónoma da Catalunha. Tem 8,7 km² de área e em 2021 tinha 17 057 habitantes (densidade: 1 960,6 hab./km²). Limita com os municípios de La Pobla de Montornès, Creixell e Altafulla.